# Egon Niedermayer
Egon Niedermayer (* 9. November 1904 in Mühlbach, Tirol) war ein österreichischer Maschinenbauingenieur. Er war von 1947 bis 1969 Professor für Strömungsmaschinen, Regulierung und Kraftwerksbau und von 1951 bis 1952 Rektor an der Technischen Hochschule Graz. 

## Biographie
Egon Niedermayer studierte Maschinenbau an der Technischen Hochschule Graz, wo er ein Schüler von Julius Magg und Ferdinand Wittenbauer war. 1926 schloss er ebenda als Diplom-Ingenieur ab, 1932 wurde er zum Dr. techn. promoviert und 1936 habilitierte er sich. Er arbeitete drei Jahre lang als Konstrukteur an der Grazer Maschinen- und Waggonbau-Aktiengesellschaft. Anschließend wurde er Assistent von Magg und Hans List. Zudem übernahm er einen Lehrauftrag für Kraftfahrzeugbau an der TH Graz. Danach war er als Ober-Ingenieur der Klöckner-Humboldt-Deutz AG Köln tätig. Von 1947 bis 1969 lehrte er als Professor für Strömungsmaschinen, Regulierung und Kraftwerksbau an der TH Graz. Von 1947 bis 1951 war er Dekan des Instituts für Maschinenwesen, von 1951 bis 1952 Rektor der Technischen Hochschule Graz.
1963 wurde Niedermayer das Österreichische Ehrenkreuz für Wissenschaft und Kunst I. Klasse verliehen.
Niedermayer lebte in Graz (Herrandgasse 30). Er war mit der Künstlerin Wilma Schalk-Niedermayer verheiratet.

## Veröffentlichungen (Auswahl)
- Theorie zur Vorkammerdieselmaschine. Dissertation TH Graz, 1931.
- Untersuchung des Spülvorganges an Zweitaktdieselmaschinen. In: Forschung auf dem Gebiete des Ingenieurwesens. Band 7. 1936, S. 227–239.
- Versuche an der Zweitaktdieselmaschine mit Aufladung. In: Forschung auf dem Gebiete des Ingenieurwesens. Band 8. 1937, S. 265.
- Verhalten von Dieselkraftstoffen mit hohen und niedrigen Zetenzahlen. In: Zeitschrift des Vereines Deutscher Ingenieure. 1939, S. 114–115.
- Zusammenhang zwischen Ladungswechsel und Leistung. In: Deutsche Kraftfahrtforschung. Zwischenbericht, 103, 1941.